# Trouble des conduites alimentaires non spécifié
 Mise en garde médicale
Le trouble des conduites alimentaires non spécifié (OFSED) est un diagnostic du DSM-V qui prend en compte les troubles des conduites alimentaires dont la sévérité clinique des symptômes ne concordent pas avec les diagnostics d'anorexie mentale, de boulimie, du syndrome d'hyperphagie incontrôlée (ou hyperphagie boulimique), du trouble de restriction ou évitement de l'ingestion d'aliments, du mérycisme et du pica.
Le trouble des conduites alimentaires non spécifié inclut cinq profils : l'anorexie et la boulimie atypique (de durée limitée et/ou de fréquence limitée), le syndrome d'hyperphagie incontrôlé atypique (de durée limitée et/ou de fréquence limitée), le trouble purgatif et l'hyperphagie nocturne (night eating syndrome).

## Historique
En 1980, le DSM-III a été le premier DSM à inclure une catégorie pour les troubles des conduites alimentaires qui ne correspondaient pas aux diagnostics d'anorexie mentale, de boulimie et de pica. Cette catégorie se prénommait "trouble des conduites alimentaires atypiques". Le trouble des conduites alimentaires atypiques fut décrit en une phrase dans le DSM-III et n'a attiré que très peu l'attention de la littérature scientifique de l'époque  étant perçu comme très peu fréquent par rapport aux autres troubles des conduites alimentaires. Dans le DSM-III-R, publié en 1987, la catégorie de trouble des conduites alimentaires atypiques fut remplacé par l’appellation eating disorder not otherwise specified (EDNOS). Le DSM-III-R inclut des exemples d'individus présentant des symptômes correspondant à un trouble des conduites alimentaires non spécifié (EDNOS) afin de reconnaître l'hétérogénéité des individus qui correspondent à cette catégorie.
En 1994, le DSM-IV étend le terme de EDNOS pour y inclure six critères cliniques pour la catégorie:
- L’individu de sexe féminin présente tous les symptômes de l'anorexie mentale mais a toujours ses règles.
- L'individu présente tous les symptômes de l'anorexie mentale, mais continue, malgré une perte de poids conséquente, à avoir un poids normal.
- L'individu présente tous les symptômes de la boulimie, mais la fréquence de ses cycles d'ingurgitation/régurgitation est limitée.
- L'individu présente des comportements compensatoires après avoir ingéré une quantité réduite de nourriture.
- L'individu a, à répétition, mâché ou recraché sa nourriture.
- L'individu présente des phases d'hyperphagie boulimique sans se faire vomir après.

Un des défauts de l’appellation plus vaste de trouble des conduites alimentaires non spécifié (EDNOS) est que des personnes présentant des symptômes très diverses se retrouvent avec le même diagnostic, rendant difficile l’accès à des soins spécifiques et rendant les recherches sur les différentes pathologies à l’intérieur de la catégorie très compliquées. Par ailleurs, le trouble des comportements alimentaires non spécifié est perçu comme moins grave que l'anorexie ou la boulimie, laissant la possibilité aux mutuelles de refuser de rembourser les traitements. Le DSM-V, publié en 2013, a essayé  de prendre en compte ces problématiques en changeant l'appellation en other specified feeding or eating disorder (OFSED) et en modifiant les critères diagnostics.

## Caractéristiques
Anciennement appelé EDNOS dans le DSM-IV, le diagnostic de trouble des conduites alimentaires est attribué pour cinq types de profils différents.
- L'anorexie mentale atypique : les individus souffrant d'anorexie atypique présentent tous les symptômes de l'anorexie mentale sans être en sous-poids. Par exemple, une personne exhibera des motifs et des comportements alimentaires atypiques, une peur de grossir voire de manger et une perte de poids conséquente, tout en restant à un poids normal ou supérieur à la moyenne.
- La boulimie atypique : les personnes souffrant de boulimie atypique présentent les mêmes symptômes qu'une personne souffrant de boulimie mais pas à la même fréquence. Un individu présentera les mêmes cycles d'hyperphagie boulimique et de régurgitation forcée qu'une personne boulimique mais, en moyenne, moins d'une fois par semaine et/ou sur une durée inférieure à trois mois[1].
- Le syndrome d'hyperphagie incontrôlée (binge-eating disorder) atypique : les individus ingurgitent une énorme de quantité de nourriture mais à basse fréquence et/ou de façon transitoire (moins d'une fois par semaine et/ou sur une durée inférieur à trois mois). Ce trouble se différencie de la boulimie atypique car la personne ne se fait pas vomir après avoir mangé[1].
- Le trouble purgatif (purging disorder) : l'individu souffrant de ce trouble s'engagera dans des conduites purgatives telles que les vomissements provoqués et/ou le mésusage de médicaments pour influencer son poids. Il n'y a pas de diminution des prises alimentaires comme dans l'anorexie, ni de crise d'hyperphagie qu'on retrouve dans la boulimie, ni de régurgitations. Ce trouble est également à bien distinguer du mérycisme : les régurgitations du mérycisme peuvent certes ressembler à des vomissements provoqués mais elles ne sont pas dues à un désir de de perdre du poids.
- L'hyperphagie nocturne (night eating syndrome) : ce trouble dérive du syndrome d'hyperphagie incontrôlée ; les individus ne présentent leurs symptômes que la nuit, ils mangent peu ou pas le matin et souffrent d'insomnie chronique[5].

## Épidémiologie
Très peu d'études à ce jour ont examiné la prévalence de ce trouble. La plus importante de ces études a été réalisée par Stice en 2013 sur 496 adolescentes ayant complété des évaluations diagnostics sur les huit années précédentes. Le taux de prévalence à l'age de 20 ans était de 11,5 % ; 2,8 % souffraient d'anorexie atypique, 4,4 % de boulimie atypique, 3,6 % d'hyperphagie boulimique et 3,4 % de trouble purgatif. Ce trouble se déclare le plus souvent entre l'âge de 18 et 20 ans. L'hyperphagie nocturne n'a pas été étudiée dans cette étude, mais d'autres études estiment qu'environ 1 % de la population générale en souffrirait.
Quelques études ont comparé la prévalence d'EDNOS et d'OFSED ; elles ont révélé que bien que la prévalence des troubles atypiques ait baissée avec le nouveau système de classification du DSM-V, le nombre de personnes qui en souffrent reste élevé. Par exemple, dans une étude sur une population de 215 patients se faisant traiter pour des troubles de conduites alimentaires, 32,6 % ont reçu le diagnostic de trouble des conduites alimentaires non spécifié ; ce qui créée des difficultés de traitement et d'études spécifique à chaque sous-trouble.
Le trouble des conduites alimentaires spécifique reste une maladie très peu visible à cause de l'atypie des symptômes, mais très fréquente en particulier chez les adolescents et jeunes adultes.

## Traitement
Très peu d'études guident le traitement des individus avec un trouble des conduites alimentaires non spécifié. Cependant, la thérapie cognitivo-comportementale, qui se focalise sur les interactions entre les pensées, les sentiments et les comportements, se présente comme une des thérapie avec le plus grand taux de réussite pour les individus souffrant de boulimie et d'hyperphagie boulimique. Pour le trouble des conduites alimentaires non spécifié, il y a une thérapie cognitivo-comportementale spécifique appelée enhanced cognitive behavorial therapy (CBT-E), conçue à la base pour tout type de troubles des comportements alimentaires. Cette méthode ne se focalise pas seulement sur ce qui est pensé être comme la perturbation cognitive centrale dans les troubles des comportements alimentaires : la sur-évaluation de son poids et de la quantité de nourriture ingérée, mais aussi sur la modification des mécanismes de pensées sous-jacent dans les troubles des conduites alimentaires comme le manque de confiance en soi, le perfectionnisme et les difficultés interpersonnels. Dans deux études la CBT-E a démontré une efficacité qui est restée maintenue sur plus de 60 semaines de visites de suivi. Cette thérapie spécifique ne s'adresse pas aux troubles alimentaires spécifiquement mais elle est basée sur l'idée que des mécanismes communs sont impliqués dans la persistance des troubles alimentaires atypiques, de l'anorexie mentale et de la boulimie.